# Mobile Virtual Network Enabler
 (décembre 2024).
Si vous disposez d'ouvrages ou d'articles de référence ou si vous connaissez des sites web de qualité traitant du thème abordé ici, merci de compléter l'article en donnant les références utiles à sa vérifiabilité et en les liant à la section « Notes et références ».
Un MVNE (en anglais : Mobile Virtual Network Enabler) est une entreprise qui offre un moyen technique ou des services qui permettent à un opérateur virtuel de réseau mobile (MVNO) de lancer une activité d'opérateur de réseau mobile.

## Fonctions
Habituellement, le SI (Système d'information) des MVNE est composé des éléments suivants : 
- Un CRM (Customer Relationship Management) (ou GRC : Gestion de la Relation de la clientèle)
- Un portail web avec une fonction self-care[Quoi ?]
- Un système de gestion des flux (workflow) afin de provisionner le système d’information de l'opérateur hôte (MNO)
- Un module de gestion des ressources du parc de l'opérateur (Resource Management)
- Un module de médiation des tickets de communication
- Un système de valorisation (Rating)
- Un système de facturation (billing)
- Un système de comptabilité (ERP ou progiciel de gestion intégré)
- Une plate-forme de services à valeur ajoutée (WAP, sonneries, images, …)
- Un système de reporting ou un entrepôt de données (Data warehouse)
- Un SVI (Serveur vocal interactif) pour la consultation de son compte

Côté infrastructure le MVNE fournit souvent : 
- Un service de messagerie vocale
- Un SMS-Center et/ou un MMS-Center
- Un IN (mediation, call control)
- Un SVI
- Une plate-forme USSD pour la taxation des appels.

Le MVNE se connecte au réseau de téléphonie mobile de l'opérateur réel (MNO : Mobile Network Operator) qui a passé un contrat avec le MVNO. Le niveau d'imbrication des deux systèmes dépend du modèle d’entreprise du MVNO.
Le mode de commercialisation du MVNE peut être en mode intégration, mais également proposé en externalisation.

## Liste
Les principaux MVNE en Europe :
- LEGOS - France
- ALPHALINK - France
- Plintron - UK, France, Suisse, Belgique, Allemagne, Autriche, Pays-Bas, Danemark, Espagne, Italie, Portugal, Ukraine, Macédoine, Suède, Norvège, Pologne, Tunisie, Australie, Brésil, USA, Mexique, Inde, Afrique du Sud, Hong Kong
- SISTEER - France, Brésil, Maroc, Hong Kong
- Transatel - France, Belgique, Pays-Bas, Royaume-Uni, Suisse
- EXTELIA (groupe La poste) - France, Italie, Espagne, Suisse, Royaume-Uni, Hongrie, Tchéquie
- Effortel (en) - Italie, Belgique, Pologne, Russie, Taïwan, Brésil
- Telogic - Danemark, Allemagne, Suède, Pologne
- 6GMOBILE (Faillite) - Pays-Bas
- Ergatel - Belgique, France, Luxembourg, Pays-Bas

| Nom                  | Réseaux                        |
| -------------------- | ------------------------------ |
| Airmob Infra Full    | Orange & SFR                   |
| Alphalink            | Orange & SFR                   |
| IP Directions        | Orange                         |
| Legos                | Orange                         |
| Netwo                | Orange                         |
| Unyc                 | Orange & SFR                   |
| Sewan Communications | Bouygues Telecom, Orange & SFR |
| Transatel            | Orange                         |